# غل كبرغة (حسينية انديمشك)
غل کبرغة (بالفارسية: گل‌کپرگه) هي قرية تقع في إيران في قسم حسینیة الريفي. يقدر عدد سكانها بـ 124 نسمة بحسب إحصاء 2016.